# Gastrophysa unicolor
Gastrophysa unicolor — вид жуков из подсемейства хризомелин семейства листоедов.

## Распространение
Встречается на Пиренейском полуострове.

## Описание
Тело имеет чёрный окрас с металлическим отблеском. Самец более тёмный чем самка, самка бледновато-чёрная.